# Cadillac Series 61
O Cadillac Series 61 é um automóvel de porte médio da Cadillac.